# كريستا وليامز
كريستا وليامز (بالألمانية: Christa Williams)‏ هي مغنية وممثلة ألمانية، ولدت في 5 فبراير 1926 بكونيغسبرغ، وتوفيت في 1 يوليو 2012 بتوتزينغ في ألمانيا.

## وصلات خارجية
- كريستا وليامز على موقع IMDb (الإنجليزية)
- كريستا وليامز على موقع ميوزك برينز (الإنجليزية)
- كريستا وليامز على موقع أول ميوزيك (الإنجليزية)
- كريستا وليامز على موقع ديسكوغز (الإنجليزية)
- كريستا وليامز على موقع قاعدة بيانات الفيلم (الإنجليزية)